# Mario Prosperi (drammaturgo)
Mario Prosperi (Roma, 9 agosto 1940 – Roma, 19 novembre 2014) è stato un drammaturgo, regista e attore italiano figlio del critico e autore Giorgio.

## Biografia
Si laurea in lettere a Roma nel 1963, titolo della tesi "Angelo Beolco nominato Ruzante" (Liviana, Padova, 1971). Si segnala prima ancora della laurea con un testo, L'inesperienza d'amore, che verrà pubblicato dalla rivista Ridotto (1973), e ripreso poi nel 2008 in video con la collaborazione della cattedra di regia digitale dell'Università degli Studi di Roma La Sapienza.
Nel 1966 viene incaricato della sceneggiatura dell’Odissea che la Rai affidò alla regia di Franco Rossi. Mario Prosperi ne scrive la puntata pilota, oltre a firmarne con altri la stesura definitiva ed a seguirne le riprese e il montaggio. Per lo stesso Franco Rossi scrive con altri nel 1970 la sceneggiatura de l'Eneide.
Nel 1969 debutta a Venezia nel quadro della Biennale il suo testo drammatico: La persecuzione e la morte di Girolamo Savonarola (prod. Teatro Stabile di Torino. Pubblicato da Federico Doglio nel volume Il teatro postconciliare in Italia, Bulzoni, 1978).
Nel 1973 fonda con altri l'Associazione interdisciplinare “Il Politecnico” che inaugura la sua lunga vita con un suo testo intitolato Frantz Fanon, psichiatra in Algeria (da un capitolo del volume di Frantz Fanon I dannati della terra).
Nel 1974, vincitore di una borsa Fulbright, studia a New York, dove prende un Dottorato in Storia del Teatro nel 1977 con tesi su L'abbandono della forma drammatica nell'avanguardia degli anni sessanta (MIT Press, Boston, 1977).
Nel 1978 vince il Premio I.D.I. con il testo Felicitas. Dal medesimo anno ha iniziato a interpretare i suoi testi come attore. Particolarmente: Zio Mario, L'Anticristo, Il Presidente, Nadja, La figlia di Augusto, Produzione De Cerasis (Premio I.D.I. 1984), Quo vadis? (segnalato al Premio Riccione nel 1987), Il docente furioso (Premio Agis-Minerva 1991), The sons of Agropoli (sulla camorra), Mussolini e il suo doppio (Premio Aristofane 1993), Eloisa e il suo maestro (Ed. Sellerio, 1998).
Ha svolto un assiduo lavoro come traduttore e adattatore di classici per la scena (I discorsi di Lisia nel 1963, ed Il governo di Verre, nel 1965, in collaborazione con Renzo Giovampietro) e per la Rai TV (I Persiani nel 1974 per la regia di Vittorio Cottafavi e Lisistrata, nel 1976, censurata dalla RAI ma ripresa in teatro nel 1999 dal Teatro Stabile di Catania per una tournée nazionale). L'edizione de La donna di Samo di Menandro, curata per l'INDA nel 1979 con l'uso di maschere tratte dai modelli fittili del Museo Eoliano, ha avuto cinque edizioni ed è stata presentata anche in Grecia, in Francia, in America e in Giappone. Il miracolo di Sancto Nicolao (Le jeu de Saint Nicholas di Jean Bodel) è stato realizzato a Piacenza per iniziativa del Centro Studi sul Teatro Medievale nel 1995 (traduzione originale e regia di Mario Prosperi, pubblicato a cura della Fondazione). Nel 1999 il suo testo La città di Dio viene selezionato e pubblicato dalla Giuria del Concorso Internazionale di Drammaturgia Religiosa, tra oltre 300 opere provenienti da 31 nazioni (unico italiano). Viene messo in scena al Politecnico in due successive edizioni, nel 1999 e nel 2000.
Commissionato dal Comune di Anagni per il Giubileo, il testo Lo schiaffo di Anagni sulla vicenda che coinvolse nella città di Anagni il papa Bonifacio VIII, dagli Atti appena pubblicati del processo, a cura della Fondazione Caetani, è stato rappresentato ad Anagni sulla Piazza della Cattedrale nel 2000, con la regia e l'interpretazione dello stesso autore.
Nell'estate del 2001 Mario Prosperi traduce e mette in scena nel giardino dell'Istituto nazionale di studi romani sull'Aventino la Commedia La cortigiana di Pietro Aretino, nella stesura originale del 1525 mai rappresentata e solo recentemente rinvenuta e pubblicata (Einaudi, 1976). Nel gennaio del 2002 Mario Prosperi mette in scena con successo Vestire gli ignudi di Luigi Pirandello, e al termine del medesimo anno una singolare autobiografia drammatica, Biografie non vissut], nel 2003 l'apologo Corruzione a fin di bene, e nel 2004 il dittico sul tema del rapporto con l'Islam: L'islamico e Samarinda.

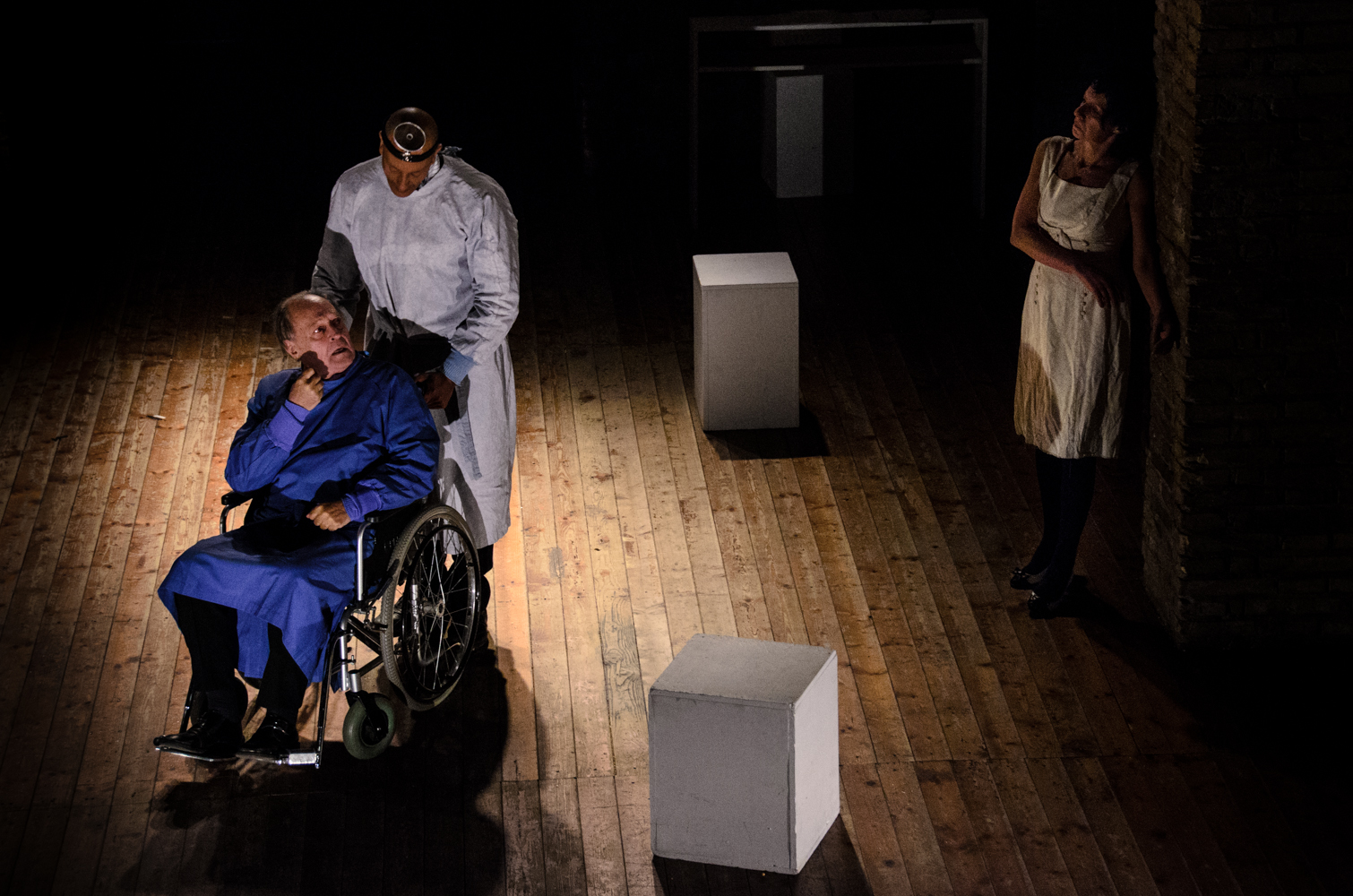
Mario Prosperi, Rossella Or e Yavan Wolde in Tempo di Fuga;Dicembre 2012, Teatro Sala Uno, Roma

Nel 2005, per incarico del Comitato per le celebrazioni dell'anniversario di Vincenzo Monti, mette in scena Aristodemo, che dopo l'edizione romana del 1776 (al Teatro Valle, presente Goethe) non fu mai più rappresentata.
Nel 2005 viene anche pubblicata l'opera da lui curata sull'attività critica del padre, Giorgio Prosperi, Sinceramente preoccupato d'intendere: sessant'anni di critica teatrale, in 2 vol., Editore Bulzoni, nella collana di critica curata da Ferruccio Marotti, con il patrocinio della S.I.A.E. e della S.I.A.D., presentato al Teatro Eliseo e all'Accademia dei Lincei.
Due prime di altrettante scoperte letterarie sono state nel 2006:
1. L'arbitrato di Menandro, ancora mai rappresentato, che Mario Prosperi ha tradotto ed integrato (il papiro presenta varie lacune). La rappresentazione, che si è valsa delle medesime maschere già impiegate nella Donna di Samo, integrate da 5 di nuova fattura, è avvenuta nei siti archeologici di Velia, Lipari, Malta, e di seguito a Maiorca e Roma (Politecnico e Teatro Greco).
2. La tragedia secentesca di Giovan Battista Albéri, Ippanda, scoperta e pubblicata per la prima volta da Federico Doglio, è andata in scena il 6 ottobre al Politecnico con un adattamento e una regia di Mario Prosperi.

Dal 2000 Mario Prosperi ha intrapreso lo studio della lingua araba e già due volte è stato ospite del Festival internazionale del Cairo (2002 e 2006). Questa seconda volta, come ospite d'onore, ha ricevuto un riconoscimento come “persona di eminente valore nel campo della ricerca teatrale, come autore, regista e attore”.
Dal 2003 tiene un laboratorio teatrale nel paese di Carpineto Romano (paese di origine della famiglia paterna) con il quale ha realizzato due spettacoli pirandelliani (da Sei personaggi in cerca d'autore e da Liolà). Ha realizzato anche nel 2007 la prima assoluta di un suo testo, La moglie ubriaca, da documenti raccolti da Benedetto Croce nel libro La rivoluzione napoletana del 1799, in cui come attore ha interpretato il ruolo di Giulio Atanasio, che allude come carattere e attitudini a Giulio Andreotti (nativo di Segni, paese attiguo a Carpineto).

Come insegnante Mario Prosperi ha svolto laboratori e corsi sia di storia del teatro (1980 alla New York University, “Storia del teatro italiano contemporaneo”; dal 1982 al 1990 allo Studio Fersen, con un metodo originale “proposte condivise” che riprende nel 2009 all'università “La Sapienza” nel laboratorio Eduardo De Filippo), sia di recitazione (nel 1970 alla Scuola “Gordon Craig”, nel 1976 al Teatro di Roma, diretto da Luigi Squarzina, e nel 1977 all'Accademia nazionale d'arte drammatica), sia di drammaturgia (nel 1985 al Teatro Nuovo di Napoli per conto dell'Università "L'orientale", e dal 1992 al 1998 al Teatro “Il Politecnico” in un ciclo chiamato “Drama Studio”).
Muore a Roma il 19 novembre 2014.

## Filmografia

### Cinema
- Salto nel vuoto, regia di Marco Bellocchio (1980)
- Il tenente dei carabinieri, regia di Maurizio Ponzi (1986)
- Sembra morto... ma è solo svenuto, regia di Felice Farina (1986)
- Il male oscuro, regia di Mario Monicelli (1990)
- La scuola, regia di Daniele Luchetti (1995)
- Io e il re, regia di Lucio Gaudino (1995)
- Il divo, regia di Paolo Sorrentino (2008)

### Televisione
- Classe di ferro, regia di Bruno Corbucci – serie TV, 1x08-1x12 (1989)
- Ci sarà un giorno (Il giovane Pertini), regia di Franco Rossi – film TV (1993)
- I giudici (Excellent Cadavers), regia di Ricky Tognazzi – film TV (1999)
- Karol - Un papa rimasto uomo, regia di Giacomo Battiato – miniserie TV (2006)
- 1992, regia di Giuseppe Gagliardi – serie TV, 1x10 (2015 - postumo)